# Afshin (titolo)
Afshin (in persiano افشین‎, Afšīn; turco Afşın o Afşin) è un nome persiano e turco che deriva dalla titolatura che veniva assegnata ai principi che governavano l'Ushrusana al tempo della conquista islamica della Persia. Gli afshin dell'Ushrusana erano principi iranici dell'Asia Centrale (anticamente indicata come Transoxiana), di cui il più famoso è Afshin, generale abbaside del califfo al-Muʿtaṣim e il cui vero nome era Khaydar b. Kāvūs.

## Etimologia
Afshīn è la forma arabizzata del medio-persiano Pišīn, che risale all'avestico Pisinah. Nella tradizione iranica era il nome del nipote del re kayānide Kavād (Yasht 13.132, 19.71). In periodo islamico lo si ritrova come nome proprio di persona, attestato da storici armeni sotto la forma Ōšin (da Awšin).

## Persone con il nome Afshin
- Afshin (Afshin Khaydhar b. Kāvūs), generale abbaside attivo nel IX secolo
- Muḥammad al-Afshīn, governante sagide del IX secolo dell'Azerbaijan iraniano
- Afşın Bey, Bey selgiuchide che combatté con il Sultano Alp Arslān nella Battaglia di Manzikert (1071)

## Località
- Afşin è una cittadina della Provincia di Kahramanmaraş nella Regione Mediterranea della Turchia